# Liste der Monuments historiques in Saint-Léon (Gironde)
Die Liste der Monuments historiques in Saint-Léon (Gironde) führt die Monuments historiques in der französischen Gemeinde Saint-Léon auf.

## Liste der Bauwerke
| Bezeichnung         | Beschreibung                  | Standort | Kennzeichnung | Schutzstatus | Datum | Bild           |
| ------------------- | ----------------------------- | -------- | ------------- | ------------ | ----- | -------------- |
| Schloss Châteauneuf | Erbaut im 16./17. Jahrhundert | (Lage)   | PA00083760    | Inscrit      | 1988  |                |
| Kirche St-Léon      | Erbaut im 16./17. Jahrhundert | (Lage)   | PA00083759    | Inscrit      | 1925  | weitere Bilder |

## Liste der Objekte
| Bezeichnung                     | Beschreibung                  | Standort                     | Kennzeichnung | Schutzstatus | Datum | Bild |
| ------------------------------- | ----------------------------- | ---------------------------- | ------------- | ------------ | ----- | ---- |
| Sechs Altarleuchter             | Holz, 18. Jahrhundert         | in der Kirche St-Léon (Lage) | PM33001287    | Inscrit      | 1975  |      |
| Tabernakel mit sechs Skulpturen | Holz, bemalt, 18. Jahrhundert | in der Kirche St-Léon (Lage) | PM33001286    | Inscrit      | 1975  |      |